# Chengjiang, Shixing
Chengjiang är en köping i sydöstra Kina. Den ligger i Shixing härad i staden Shaoguan i provinsen Guangdong, omkring 230 kilometer nordost om provinshuvudstaden Guangzhou. Antalet invånare är 10 662. Befolkningen består av 5 414 kvinnor och 5 248 män. Barn under 15 år utgör 21,0 %, vuxna 15-64 år 68 %, och äldre över 65 år 10,0 %.